# Nekrolog 4. Quartal 1923
Nekrolog
◄◄
| ◄
| 1919
| 1920
| 1921
| 1922
| 1923 | 1924 | 1925 | 1926 | 1927 | ► | ►►
1. Quartal |
2. Quartal |
3. Quartal |
4. Quartal 1923
Weitere Ereignisse | Allgemeiner Nekrolog 1923
Die Beschreibung der verstorbenen Person sollte so kurz wie möglich gehalten sein und nur deren signifikante Tätigkeit(en) enthalten.
Neue Namen ggf. auch unter dem Geburts- und Sterbedatum, also etwa unter 1. Januar und im Geburts- und Sterbejahr (2024) eintragen (nur bei entsprechender großer Wichtigkeit). Für Beispiele siehe die schon vorhandenen Artikel.
Außerdem über die fünf zuletzt Verstorbenen, zu denen es einen ausreichend guten Artikel für eine Präsentation auf der Hauptseite gibt, nach der todesbedingten Überarbeitung der Artikel ggf. auch unter Wikipedia Diskussion:Hauptseite informieren und sie am besten auch in den anderen Wikipedia-Sprachversionen eintragen. Tipp: Regelmäßig bei news.google.de nach „ist tot“, „gestorben“ oder „verstorben“ suchen.
Wenn eine Person gestorben ist, gibt es viele Seiten zu dieser Person in der Wikipedia, die davon auch betroffen sind und entsprechend aktualisiert werden müssen. Beispiele: Namenübersichtsseite, Geburtsjahr, Geburtsort-Seiten und viele mehr.
Wie finde ich die betroffenen Seiten?
Im Suchfeld auf der linken Seite gibt man den Suchbegriff so ein: „Vorname Nachname“. Dann klickt man auf Volltext und alle Seiten mit entsprechendem Suchtext werden aufgerufen. Hier sieht man dann schnell, wo auch das Todesjahr Sinn macht oder sogar ein Teil des Artikels angepasst werden muss. Auch hilft das „Werkzeug“ auf der linken Seite sehr gut, um solche Seiten aufzufinden: „Links auf diese Seite“. Somit ist die Wikipedia wieder aktuell in allen Bereichen! Hinweis: bei Eintragung der Kategorie „Gestorben JAHR“ wird der Missbrauchsfilter 49 ausgelöst, was jedoch nicht schlimm ist. Siehe: Spezial:Missbrauchsfilter/49
Dies ist eine Liste von im vierten Quartal 1923 verstorbenen bekannten Persönlichkeiten. Die Einträge erfolgen innerhalb der einzelnen Daten alphabetisch sortiert. Tiere sind im Nekrolog für Tiere zu finden.

## Oktober
| Tag         | Name                           | Beruf, bekannt als | Alter | Beleg |
| ----------- | ------------------------------ | --- | ----- | ----- |
| 1. Oktober  | Kurd von Berg-Schönfeld        | deutscher Verwaltungsbeamter | 67    |       |
| 1. Oktober  | Joseph Samuel Bloch            | österreichischer Politiker | 72    |       |
| 1. Oktober  | Nelson W. Fisk                 | US-amerikanischer Politiker und Geschäftsmann                                                                                    | 69    |       |
| 1. Oktober  | Friedrich Martius              | deutscher Internist | 73    |       |
| 1. Oktober  | Herbert McLeod                 | britischer Chemiker | 82    |       |
| 2. Oktober  | Ernst Carstens                 | deutscher Unternehmer und Politiker (FVP, FVp), MdR                                                                              | 51    |       |
| 3. Oktober  | Amiel-François Bessière        | französischer Geistlicher und römisch-katholischer Bischof von Constantine-Hippone                                               | 53    |       |
| 3. Oktober  | Otto Eerelman                  | niederländischer Maler, Graveur und Lithograf                                                                                    | 84    |       |
| 3. Oktober  | Kadambini Ganguly              | indische Medizinerin | 61    |       |
| 4. Oktober  | Sönke Nissen                   | deutscher Industrieller und Philanthrop                                                                                          | 52    |       |
| 4. Oktober  | Karl Reinhardt                 | deutscher Lehrer und Schulreformer                                                                                               | 74    |       |
| 5. Oktober  | Cyrus Cline                    | US-amerikanischer Politiker | 67    |       |
| 5. Oktober  | Ida Janson                     | deutsche Pädagogin | 76    |       |
| 5. Oktober  | Hermann Möller                 | dänischer historischer Linguist                                                                                                  | 73    |       |
| 6. Oktober  | Damad Ferid Pascha             | osmanischer Großwesir |       |       |
| 6. Oktober  | Theodor Kroner                 | deutscher Rabbiner | 78    |       |
| 7. Oktober  | Francisco Latzina              | österreichisch-argentinischer Mathematiker und Geograph                                                                          | 78    |       |
| 8. Oktober  | Hermann Schmiechen             | deutscher Maler | 68    |       |
| 8. Oktober  | August Scholz                  | deutscher Übersetzter russischer Literatur                                                                                       | 66    |       |
| 9. Oktober  | Henry Markham                  | US-amerikanischer Politiker | 82    |       |
| 9. Oktober  | August Rosiwal                 | österreichischer Geologe | 62    |       |
| 9. Oktober  | Tommaso Salvadori              | italienischer Naturforscher | 88    |       |
| 10. Oktober | Andrés Avelino Cáceres         | peruanischer Nationalheld und Präsident                                                                                          | 86    |       |
| 10. Oktober | Hans Jordan                    | deutscher Bankier, Unternehmer und Mäzen                                                                                         | 75    |       |
| 10. Oktober | Gustav Lindau                  | deutscher Mykologe und Botaniker                                                                                                 | 57    |       |
| 10. Oktober | Dora Rappard                   | Schweizer Missionarin und evangelische Kirchenlieddichterin                                                                      | 81    |       |
| 10. Oktober | Léo-Paul Robert                | Schweizer Maler | 72    |       |
| 10. Oktober | Lew Alexandrowitsch Tichomirow | russischer Revolutionär | 71    |       |
| 11. Oktober | Max Frischeisen-Köhler         | deutscher Philosoph, Psychologe und Pädagoge                                                                                     | 45    |       |
| 11. Oktober | Josef Heinzl                   | österreichischer Gewerkschafter und Politiker, Landtagsabgeordneter                                                              | 54    |       |
| 11. Oktober | Wilhelm Karczag                | österreichischer Theaterdirektor                                                                                                 | 66    |       |
| 12. Oktober | Diego Manuel Chamorro Bolaños  | nicaraguanischer Politiker, Präsident von Nicaragua (1. Januar 1921 – 12. Oktober 1923)                                          | 62    |       |
| 12. Oktober | Carl Dimpker                   | deutscher Kaufmann und Politiker                                                                                                 | 66    |       |
| 12. Oktober | Carl Flügge                    | deutscher Hygieniker und Hochschullehrer; Rektor der Universität Breslau                                                         | 75    |       |
| 12. Oktober | Bunny Lucas                    | englischer Cricketspieler | 66    |       |
| 12. Oktober | Charles Rothschild             | britischer Bankier aus der Rothschild-Dynastie, Entomologe und Naturschützer                                                     | 46    |       |
| 12. Oktober | Arthur Schattenfroh            | österreichischer Bakteriologe und Hygieniker                                                                                     | 53    |       |
| 13. Oktober | Aretas B. Fleming              | US-amerikanischer Politiker | 83    |       |
| 13. Oktober | Robert Hartmeyer               | deutscher Zoologe | 49    |       |
| 14. Oktober | Wilhelm Männer                 | deutscher Politiker (BBB) | 53    |       |
| 14. Oktober | Walter Mentz                   | deutscher Schiffbauingenieur und Hochschullehrer                                                                                 | 48    |       |
| 14. Oktober | Reinhard Schnauder             | deutscher Bildhauer | 66    |       |
| 14. Oktober | George Elbridge Whiting        | US-amerikanischer Komponist und Organist                                                                                         | 83    |       |
| 15. Oktober | Thomas Frederic Cheeseman      | neuseeländischer Botaniker und Naturforscher                                                                                     | 77    |       |
| 16. Oktober | Benjamin G. Humphreys II       | US-amerikanischer Politiker | 58    |       |
| 16. Oktober | Rosa Lanzlott                  | deutsche Schauspielerin | 88    |       |
| 16. Oktober | Jacobus van Wageningen         | niederländischer Klassischer Philologe                                                                                           | 59    |       |
| 17. Oktober | August Adler                   | österreichischer Mathematiker | 60    |       |
| 17. Oktober | Josef Bachlechner der Ältere   | österreichischer Bildhauer | 51    |       |
| 17. Oktober | Hermann von dem Borne          | preußischer Generalleutnant | 73    |       |
| 17. Oktober | Richard Pietschmann            | deutscher Bibliothekar und Orientalist                                                                                           | 72    |       |
| 17. Oktober | Joseph Stoffels                | Weihbischof in Köln | 44    |       |
| 18. Oktober | Heinrich Kern                  | Schweizer Landwirt und Politiker                                                                                                 | 70    |       |
| 18. Oktober | Eleanor Norcross               | US-amerikanische Malerin und Museumsstifterin                                                                                    | 69    |       |
| 18. Oktober | Fritz Egon Pamer               | österreichischer Komponist, Autor und Musikwissenschaftler                                                                       | 23    |       |
| 18. Oktober | Adolphine von Rohr             | Äbtissin des Klosters Stift zum Heiligengrabe                                                                                    | 68    |       |
| 19. Oktober | Lúcio Antunes de Souza         | brasilianischer Geistlicher, Bischof von Botucatu                                                                                | 60    |       |
| 19. Oktober | Adolf Blamauer                 | österreichischer Maler | 76    |       |
| 19. Oktober | G. H. Emmerich                 | deutscher Fotograf | 53    |       |
| 19. Oktober | Richard Daniel Fabricius       | deutscher Bildhauer | 60    |       |
| 20. Oktober | Iwan Alexandrowitsch Stebut    | russischer Agronom und Hochschullehre                                                                                            | 90    |       |
| 21. Oktober | Ferdinand Kretzschmar          | deutscher Richter in Sachsen | 70    |       |
| 21. Oktober | Emil von Meerscheidt-Hüllessem | preußischer General der Infanterie                                                                                               | 83    |       |
| 21. Oktober | Ullrich Nauck                  | deutscher Verwaltungsbeamter | 71    |       |
| 22. Oktober | Victor Maurel                  | französischer Opernsänger (Bariton)                                                                                              | 75    |       |
| 22. Oktober | Lafe Pence                     | US-amerikanischer Politiker | 65    |       |
| 23. Oktober | Viktor Bausch                  | deutscher General der Infanterie                                                                                                 | 63    |       |
| 23. Oktober | Hernando Bolados               | chilenischer Fußballspieler |       |       |
| 23. Oktober | Philip Cosgrave                | irischer Politiker |       |       |
| 23. Oktober | Balthasar Cramer               | deutscher Politiker (SPD), MdR                                                                                                   | 71    |       |
| 23. Oktober | Raimund Pierl                  | österreichischer Baurat und Politiker                                                                                            | 77    |       |
| 24. Oktober | Moritz Knobloch                | deutscher Verwaltungsjurist und Abgeordneter in der Provinz Sachsen                                                              | 72    |       |
| 24. Oktober | Boris Sidis                    | US-amerikanischer Psychologe, Psychiater und Psychopathologe                                                                     | 56    |       |
| 25. Oktober | William Crooke                 | britischer Ethnologe, Historiker, Folklorist, Indologe und Kolonialbeamter                                                       | 75    |       |
| 25. Oktober | Hans von Friebeis              | österreichischer Beamter und Bürgermeister von Wien                                                                              | 68    |       |
| 25. Oktober | Robert S. Roeschlaub           | deutschstämmiger US-amerikanischer Architekt in Denver, Colorado                                                                 | 80    |       |
| 25. Oktober | Sinai Schiffer                 | Rabbiner der Neo-Orthodoxie | 70    |       |
| 25. Oktober | Emil Welte                     | deutsch-amerikanischer Fabrikant, Erfinder und Geschäftsmann                                                                     | 82    |       |
| 26. Oktober | Anne Bremer                    | amerikanische Malerin des Postimpressionismus                                                                                    | 55    |       |
| 26. Oktober | Charles P. Steinmetz           | deutsch-amerikanischer Elektroingenieur                                                                                          | 58    |       |
| 27. Oktober | Gustaf Britsch                 | deutscher Kunsttheoretiker | 44    |       |
| 27. Oktober | Ulysse Chevalier               | französischer Priester und Mediävist                                                                                             | 82    |       |
| 27. Oktober | Maurice Leblanc                | französischer Elektrotechniker                                                                                                   | 66    |       |
| 27. Oktober | Hans Conrad Schellenberg       | Schweizer Agrarwissenschaftler                                                                                                   | 51    |       |
| 27. Oktober | Emil Schreiterer               | deutscher Architekt | 71    |       |
| 27. Oktober | Fritz Steinmetz-Noris          | deutscher Maler | 62    |       |
| 28. Oktober | Stojan Protić                  | serbisch-jugoslawischer Politiker                                                                                                | 66    |       |
| 28. Oktober | Theodor Reuß                   | deutscher Opernsänger, radikaler politischer Aktivist, Journalist, Sexualmagier, Theosoph, Freimaurer und Gründer okkulter Orden | 68    |       |
| 28. Oktober | Joe Roberts                    | US-amerikanischer Komödienschauspieler                                                                                           | 52    |       |
| 28. Oktober | Friedrich Vogt                 | deutscher Historiker, Philologe und Germanist                                                                                    | 72    |       |
| 29. Oktober | Růžena Zátková                 | tschechische Malerin und Bildhauerin des Futurismus                                                                              | 38    |       |
| 30. Oktober | Nikola Genadiew                | bulgarischer Politiker und Ministerpräsident                                                                                     | 54    |       |
| 30. Oktober | Andrew Bonar Law               | britischer Politiker, Mitglied des House of Commons und Premierminister                                                          | 65    |       |
| 31. Oktober | Jacques Seligmann              | französischer Kunsthändler | 65    |       |

## November
| Tag          | Name                               | Beruf, bekannt als                                                                             | Alter | Beleg |
| ------------ | ---------------------------------- | ---------------------------------------------------------------------------------------------- | ----- | ----- |
| 1. November  | James Sully                        | englischer Psychologe                                                                          | 81    |       |
| 2. November  | Robert Bodanzky                    | österreichischer Kabarettist, Operetten- und Schlagerautor, Regisseur, Schauspieler            | 44    |       |
| 2. November  | Cornelius Flir                     | österreichischer Lehrer und Politiker, Landtagsabgeordneter                                    | 56    |       |
| 2. November  | Edward L. Hamilton                 | US-amerikanischer Politiker                                                                    | 65    |       |
| 3. November  | Carl Dietrich Harries              | deutscher Chemiker                                                                             | 57    |       |
| 3. November  | Horst von Rosenberg-Gruszczynski   | preußischer Generalleutnant                                                                    | 68    |       |
| 4. November  | Frans De Haes                      | belgischer Gewichtheber                                                                        | 24    |       |
| 4. November  | Emmy Holz                          | estnische Balletttänzerin                                                                      | 21    |       |
| 4. November  | Samuel W. McCall                   | US-amerikanischer Politiker                                                                    | 72    |       |
| 4. November  | Raoul Verlet                       | französischer Bildhauer                                                                        | 66    |       |
| 4. November  | Ernst Ziller                       | deutsch-griechischer Architekt, Bauforscher und Archäologe                                     | 86    |       |
| 5. November  | Jacques d’Adelswärd-Fersen         | französischer Aristokrat, Autor und Dichter                                                    | 43    |       |
| 5. November  | Harry von Posadowsky-Wehner        | deutscher Konteradmiral                                                                        | 54    |       |
| 5. November  | Joseph Roß                         | deutscher Domänenverwalter und Politiker (Zentrum), MdR                                        | 87    |       |
| 5. November  | Robert Weise                       | deutscher Maler, Zeichner und Illustrator                                                      | 53    |       |
| 7. November  | Joseph B. Bennett                  | US-amerikanischer Politiker                                                                    | 64    |       |
| 7. November  | Hugo Dechert                       | deutscher Violoncellist und Kammermusiker                                                      | 63    |       |
| 7. November  | Mathias Höner                      | deutscher Politiker (Zentrum), MdR                                                             | 39    |       |
| 7. November  | Hermann Lisco                      | deutscher Jurist und Politiker                                                                 | 73    |       |
| 8. November  | Alfhild Agrell                     | schwedische Schriftstellerin                                                                   | 74    |       |
| 8. November  | Alberta von Freydorf               | deutsche Schriftstellerin                                                                      | 77    |       |
| 8. November  | Gustav Stinnes                     | deutscher Kaufmann, Kommerzienrat und Amateursportler                                          | 60    |       |
| 8. November  | James R. Williams                  | US-amerikanischer Politiker                                                                    | 72    |       |
| 9. November  | Felix Allfarth                     | deutscher Putschist                                                                            | 22    |       |
| 9. November  | Andreas Bauriedl                   | deutscher Kaufmann und Teilnehmer am Hitlerputsch                                              | 44    |       |
| 9. November  | Theodor Casella                    | deutscher Soldat, Teilnehmer am Hitler-Ludendorff-Putsch                                       | 23    |       |
| 9. November  | Wilhelm Ehrlich                    | deutscher Nationalsozialist und Putschist                                                      | 29    |       |
| 9. November  | Martin Faust                       | deutscher Putschist                                                                            | 22    |       |
| 9. November  | Friedrich Fink                     | bayerischer Polizist                                                                           | 36    |       |
| 9. November  | Anton Hechenberger                 | deutscher Schlosser und Teilnehmer am Hitlerputsch                                             | 21    |       |
| 9. November  | Nikolaus Hollweg                   | bayerischer Polizist                                                                           | 26    |       |
| 9. November  | Oskar Körner                       | deutscher Politiker (NSDAP)                                                                    | 48    |       |
| 9. November  | Karl Kuhn                          | deutscher Kellner und Todesopfer des Hitlerputsches                                            | 26    |       |
| 9. November  | Karl Laforce                       | deutscher Putschist                                                                            | 19    |       |
| 9. November  | Kurt Neubauer                      | deutscher Dienstbote, getöteter Teilnehmer des Hitler-Ludendorff-Putsches vom November 1923    | 24    |       |
| 9. November  | Klaus von Pape                     | nationalsozialistischer Putschist                                                              | 19    |       |
| 9. November  | Theodor von der Pfordten           | deutscher Oberstlandesgerichtsrat, beim Hitlerputsch tödlich verwundet                         | 50    |       |
| 9. November  | Charles Ruffell                    | britischer Leichtathlet                                                                        | 35    |       |
| 9. November  | Max Erwin von Scheubner-Richter    | deutscher Diplomat und eine Führungsfigur in der Frühphase der NSDAP                           | 39    |       |
| 9. November  | Max Schoberth                      | bayerischer Polizist                                                                           |       |       |
| 9. November  | Rudolf Schraut                     | bayerischer Offizier und Polizist                                                              | 37    |       |
| 9. November  | Wilhelm Wolf                       | deutscher NS-Putschist                                                                         | 25    |       |
| 10. November | Johann Holetschek                  | österreichischer Astronom                                                                      | 77    |       |
| 10. November | John A. McShane                    | US-amerikanischer Politiker (Demokratische Partei)                                             | 73    |       |
| 10. November | Herluf Winge                       | dänischer Zoologe                                                                              | 66    |       |
| 11. November | Rudolf Kaefer                      | deutscher Theologe, Pädagoge und Politiker (DVP)                                               | 47    |       |
| 12. November | Gustav Dömpke                      | deutscher Musikkritiker                                                                        | 70    |       |
| 12. November | Thomas Fitch                       | US-amerikanischer Politiker                                                                    | 85    |       |
| 12. November | Agathon Léonard                    | französischer Bildhauer                                                                        | 82    |       |
| 12. November | Cuno von Schulzen                  | deutscher Verwaltungsjurist und Landrat des Kreises Syke                                       | 86    |       |
| 13. November | Eberhard Gothein                   | Nationalökonom, Kultur- und Wirtschaftshistoriker                                              | 70    |       |
| 13. November | Iwan Lypa                          | ukrainischer Schriftsteller, Arzt und Politiker                                                | 58    |       |
| 13. November | Walter Dendy Sadler                | englischer Genremaler der Düsseldorfer Schule                                                  | 69    |       |
| 14. November | Charles Merian Cooper              | US-amerikanischer Politiker                                                                    | 67    |       |
| 14. November | Ernst August von Hannover          | Prinz von Großbritannien und Irland, Prinz von Hannover                                        | 78    |       |
| 14. November | Johannes Graf                      | deutscher Organist und Chorleiter                                                              | 70    |       |
| 14. November | Shimada Saburō                     | japanischer Journalist und Politiker                                                           | 70    |       |
| 15. November | Mohammed Yakub Khan                | Emir von Afghanistan                                                                           |       |       |
| 15. November | Eduard Schäubli                    | deutsch-schweizerischer Lehrer, Unternehmer und Politiker                                      | 57    |       |
| 15. November | Karl Schmidtchen                   | deutscher Konsumgenossenschafter, Düsseldorfer Oberbürgermeister 1919                          | 64    |       |
| 16. November | Helene von Forster                 | deutsche Frauenrechtlerin und Schriftstellerin                                                 | 64    |       |
| 16. November | Guido Herzfeld                     | deutscher Schauspieler und Theaterregisseur                                                    | 52    |       |
| 16. November | Bryan F. Mahan                     | US-amerikanischer Politiker                                                                    | 67    |       |
| 16. November | Johann Baptist Seidenberger        | deutsch-christlicher Gelehrter                                                                 | 63    |       |
| 17. November | Eduard Bornhöhe                    | estnischer Schriftsteller                                                                      | 61    |       |
| 17. November | Anthony Caminetti                  | US-amerikanischer Politiker                                                                    | 69    |       |
| 17. November | Lewis C. Laylin                    | US-amerikanischer Jurist und Politiker                                                         | 75    |       |
| 19. November | Heinrich Schlitt                   | deutscher Künstler                                                                             | 74    |       |
| 19. November | Ludwig Wilser                      | deutscher Arzt, völkischer Schriftsteller und Rassenhistoriker                                 | 73    |       |
| 20. November | John Clifford                      | britischer Baptistenpastor und erster Präsident des Baptistischen Weltbundes                   | 87    |       |
| 20. November | Rudolf Havenstein                  | deutscher Politiker und Reichsbankpräsident                                                    | 66    |       |
| 20. November | Adele Meurer                       | deutsche Frauenrechtlerin                                                                      | 71    |       |
| 20. November | Hans Sommert                       | sudetendeutscher, österreichischer Schriftsteller, Germanistik-Professor, Schulrat und Dichter | 76    |       |
| 20. November | August Sturm                       | deutscher Dichter und Schriftsteller                                                           | 71    |       |
| 21. November | Gustav Conrad                      | siebenbürgischer Pädagoge und Waisenamtsleiter                                                 | 48    |       |
| 22. November | Ernst Debes                        | deutscher Kartograf                                                                            | 83    |       |
| 22. November | Richard N. Hackett                 | US-amerikanischer Politiker                                                                    | 56    |       |
| 23. November | Konstantin Jovanovič               | bulgarisch-schweizerischer Architekt                                                           | 74    |       |
| 23. November | Julius Lassen                      | dänischer Jurist                                                                               | 76    |       |
| 23. November | Julius Platter                     | Nationalökonom                                                                                 | 78    |       |
| 23. November | Johannes Schroth                   | deutscher Architekt                                                                            | 63    |       |
| 23. November | Urmuz                              | rumänischer Prosaschriftsteller                                                                | 40    |       |
| 24. November | George Willoughby Fraser           | britischer Ägyptologe                                                                          |       |       |
| 24. November | Michel de Klerk                    | niederländischer Architekt                                                                     | 39    |       |
| 24. November | Charles N. Ross                    | US-amerikanischer Bankier und Politiker                                                        | 80    |       |
| 24. November | Cajetan Schmederer                 | deutscher Brauereibesitzer und                                                                 | 71    |       |
| 24. November | Bruno Weigand                      | deutscher Lehrer, Geologe und Entomologe                                                       | 72    |       |
| 25. November | Carl Beyer                         | deutscher Pastor und Schriftsteller                                                            | 76    |       |
| 25. November | Wenzel Brand                       | österreichischer Geistlicher und Politiker, Landtagsabgeordneter                               | 60    |       |
| 25. November | Gustave Courtois                   | französischer Porträt-, Genre- und Historienmaler                                              | 71    |       |
| 25. November | Franz Cramer                       | deutscher Klassischer Philologe und Gymnasiallehrer                                            | 63    |       |
| 25. November | Rudolf Hawel                       | österreichischer Schriftsteller                                                                | 63    |       |
| 25. November | Josip Stritar                      | slowenischer Schriftsteller und Kritiker                                                       | 87    |       |
| 26. November | Wladimir Alexandrowitsch Boeckmann | Generalgouverneur von Finnland                                                                 | 75    |       |
| 26. November | Wolodymyr Ikonnykow                | ukrainisch-russischer Historiker, Professor und Dekan                                          | 81    |       |
| 26. November | Carl Alexander Raida               | deutscher Komponist                                                                            | 71    |       |
| 26. November | Julius Sieg                        | deutscher Rittergutsbesitzer und Politiker (NLP), MdR                                          | 74    |       |
| 26. November | Richard Thoma                      | deutscher Arzt und Professor der Pathologie                                                    | 75    |       |
| 27. November | Arthur Bambridge                   | britischer Fußballspieler und Porträtmaler                                                     | 62    |       |
| 27. November | Ernst Ohl                          | Landtagsabgeordneter Großherzogtum Hessen                                                      | 82    |       |
| 27. November | Tage Reedtz-Thott                  | dänischer Politiker, Mitglied des Folketing und Premierminister                                | 84    |       |
| 28. November | Karel P. C. de Bazel               | niederländischer Architekt                                                                     | 54    |       |
| 28. November | Richard W. Parker                  | US-amerikanischer Politiker                                                                    | 75    |       |
| 28. November | Johann Rickmers                    | deutscher Putschist                                                                            | 42    |       |
| 28. November | Ernst Zitelmann                    | deutscher Jurist                                                                               | 71    |       |
| 29. November | William Ahlefeldt-Laurvig          | dänischer Diplomat und Außenminister                                                           | 63    |       |
| 29. November | Hugo Heller                        | Buchhändler, Journalist, Verleger und Inhaber einer Konzertdirektion                           | 53    |       |
| 29. November | Oscar Hoppe                        | deutscher Physiker                                                                             | 85    |       |
| 30. November | James Fitzmaurice-Kelly            | britischer Hispanist                                                                           | 65    |       |
| 30. November | Martha Mansfield                   | US-amerikanische Musical- und Stummfilm-Schauspielerin                                         | 24    |       |
| 30. November | Robert Reid, 1. Earl of Loreburn   | britischer Rechtsanwalt, Politiker, Mitglied des House of Commons und Lordkanzler              | 77    |       |
| 30. November | Franz Schmid                       | Schweizer Politiker (KVP)                                                                      | 82    |       |
| 30. November | Emma Waiblinger                    | deutsche Schriftstellerin                                                                      | 26    |       |
|              | Gustav Oeder                       | deutscher Arzt und Naturheilkundler                                                            |       |       |

## Dezember
| Tag          | Name                                     | Beruf, bekannt als                                                                                          | Alter | Beleg |
| ------------ | ---------------------------------------- | --- | ----- | ----- |
| 1. Dezember  | Arthur Brehmer                           | österreichischer Journalist und Schriftsteller                                                              | 65    |       |
| 1. Dezember  | Paul Martinius                           | deutscher Landrat                                                                                           | 68    |       |
| 1. Dezember  | Nikolaus Széchényi von Sárvár-Felsövidék | ungarischer römisch-katholischer Bischof                                                                    | 55    |       |
| 2. Dezember  | Helene Adler                             | deutsche Schriftstellerin und Lehrerin                                                                      | 73    |       |
| 2. Dezember  | Heinrich Bewerunge                       | deutscher Kirchenmusiker                                                                                    | 60    |       |
| 2. Dezember  | Tomás Bretón                             | spanischer Komponist                                                                                        | 72    |       |
| 2. Dezember  | Henry Haversham Godwin-Austen            | englischer Topograph, Geologe und Entdecker                                                                 | 89    |       |
| 3. Dezember  | Theodor Haarbeck                         | deutscher evangelischer Theologe der Gemeinschaftsbewegung                                                  | 77    |       |
| 3. Dezember  | Rosita Mauri                             | katalanische Tänzerin und Tanzlehrerin                                                                      | 67    |       |
| 4. Dezember  | Maurice Barrès                           | französischer Schriftsteller                                                                                | 61    |       |
| 4. Dezember  | Robert Bodewig                           | deutscher Lehrer, Heimatforscher und Archäologe                                                             | 66    |       |
| 4. Dezember  | Erich Hunold                             | deutscher Opernsänger (Bariton)                                                                             | 54    |       |
| 4. Dezember  | Edwin O. Keeler                          | US-amerikanischer Politiker                                                                                 | 77    |       |
| 4. Dezember  | Walter Schmidthässler                    | deutscher Schauspieler, Filmregisseur und Drehbuchautor                                                     | 59    |       |
| 5. Dezember  | Edward Martyn                            | irischer Dramatiker                                                                                         | 64    |       |
| 5. Dezember  | James G. Monahan                         | US-amerikanischer Politiker                                                                                 | 68    |       |
| 5. Dezember  | Wedig von der Osten                      | preußischer Landschaftsrat und Politiker                                                                    | 64    |       |
| 6. Dezember  | Gerhard Esser                            | deutscher Theologe und Hochschullehrer                                                                      | 62    |       |
| 6. Dezember  | Hermann Jónasson                         | isländischer Agronom, Politiker und Autor                                                                   | 65    |       |
| 6. Dezember  | Auguste de Morsier                       | Schweizer Ingenieur, Journalist und Frauenrechtler                                                          | 58    |       |
| 6. Dezember  | Friedrich Julius Rosenbach               | deutscher Mediziner                                                                                         | 80    |       |
| 7. Dezember  | Emil Dönges                              | deutscher Prediger, Autor und Verleger der Brüderbewegung                                                   | 70    |       |
| 7. Dezember  | Karl Panzner                             | deutscher Dirigent und städtischer Musikdirektor in Düsseldorf                                              | 57    |       |
| 7. Dezember  | Frederick Treves                         | englischer Chirurg                                                                                          | 70    |       |
| 8. Dezember  | Urs Eggenschwyler                        | Schweizer Bildhauer, Zeichner und Maler                                                                     | 74    |       |
| 8. Dezember  | Ignacy Maurycy Judt                      | polnischer Radiologe und Ethnologe                                                                          |       |       |
| 8. Dezember  | Joseph Pothier                           | französischer Ordensgeistlicher, Abt der Abtei Saint-Wandrille und Erforscher des Gregorianischen Chorals   | 88    |       |
| 8. Dezember  | Wilhelm Simmler                          | deutscher Maler                                                                                             | 83    |       |
| 9. Dezember  | Clifton N. McArthur                      | US-amerikanischer Politiker                                                                                 | 44    |       |
| 9. Dezember  | John Herbert Turner                      | kanadischer Politiker                                                                                       | 89    |       |
| 10. Dezember | Thomas George Bonney                     | britischer Geologe                                                                                          | 90    |       |
| 10. Dezember | Wilhelm Lindenberg                       | deutscher Arzt                                                                                              |       |       |
| 10. Dezember | Theodor Moosbrugger                      | deutscher Architekt                                                                                         | 72    |       |
| 10. Dezember | Ludwig Vogler                            | österreichischer Rechtsanwalt, Politiker und Person des österreichischen gewerblichen Genossenschaftswesens | 73    |       |
| 11. Dezember | Georg Wichura                            | preußischer General der Infanterie                                                                          | 71    |       |
| 12. Dezember | Raymond Radiguet                         | französischer Schriftsteller, Dichter und Journalist                                                        | 20    |       |
| 12. Dezember | Chrysogonus Reisch                       | deutscher Franziskaner und Historiker                                                                       | 53    |       |
| 13. Dezember | Benjamin T. Cable                        | US-amerikanischer Politiker                                                                                 | 70    |       |
| 13. Dezember | Eduard Gelpke                            | deutscher Kunstmaler                                                                                        | 76    |       |
| 13. Dezember | John M. Morehead                         | US-amerikanischer Politiker                                                                                 | 57    |       |
| 13. Dezember | Lawrence Sperry                          | US-amerikanischer Pilot und Erfinder                                                                        | 30    |       |
| 14. Dezember | Friedrich Bendemann                      | deutscher Luftfahrtpionier, Gründer der Deutschen Versuchsanstalt für Luftfahrt                             | 49    |       |
| 14. Dezember | Giuseppe Gallignani                      | italienischer Komponist und Musikpädagoge                                                                   | 72    |       |
| 14. Dezember | Théophile-Alexandre Steinlen             | französischer Maler, Zeichner, Grafiker und Illustrator                                                     | 64    |       |
| 16. Dezember | Albert Katz                              | deutscher Schriftsteller                                                                                    | 65    |       |
| 16. Dezember | Leopold Löwenstein                       | deutscher Rabbiner, Historiker und Autor                                                                    | 80    |       |
| 17. Dezember | Carl William Büller                      | deutscher Schauspieler und Regisseur                                                                        | 72    |       |
| 17. Dezember | Paul von Krause                          | deutscher Jurist und Politiker                                                                              | 71    |       |
| 17. Dezember | Alfredo Massüe                           | französisch-katalanischer Architekt                                                                         | 63    |       |
| 17. Dezember | Hermann Spohn                            | deutscher Karosseriehersteller                                                                              | 47    |       |
| 18. Dezember | Alfred Aubert                            | Schweizer Politiker (FDP)                                                                                   | 64    |       |
| 18. Dezember | Hermann Rothe                            | österreichischer Mathematiker und Physiker                                                                  | 40    |       |
| 18. Dezember | Jan Hinnerk Wördemann                    | niederdeutscher Autor, Schauspieler und Rezitator                                                           | 72    |       |
| 19. Dezember | Johann Beyer                             | deutscher Dichter und Lehrer                                                                                | 62    |       |
| 19. Dezember | Gustav Dannreuther                       | US-amerikanischer Geiger                                                                                    | 70    |       |
| 19. Dezember | Fritz von Keller                         | deutscher Forstmann und Politiker, MdR                                                                      | 73    |       |
| 19. Dezember | Edward Thomas Noonan                     | US-amerikanischer Politiker                                                                                 | 62    |       |
| 20. Dezember | Karl Deutsch                             | Tiroler Mundartdichter                                                                                      | 64    |       |
| 20. Dezember | Leopold Löwenfeld                        | deutscher Mediziner, Pionier der Sexualpathologie                                                           | 76    |       |
| 20. Dezember | Samuel Philip Sadtler                    | US-amerikanischer Chemiker                                                                                  | 76    |       |
| 21. Dezember | Joaquín Victor González                  | argentinischer Politiker und Schriftsteller                                                                 | 60    |       |
| 21. Dezember | Paul Klimek                              | deutscher Philologe, Historiker, Lehrer und Sachbuchautor                                                   | 64    |       |
| 21. Dezember | Karl Kronfuß                             | österreichischer Beamter und Volksliedsammler                                                               | 65    |       |
| 22. Dezember | Arthur Bird                              | amerikanischer Komponist, Organist und Pianist                                                              | 67    |       |
| 22. Dezember | Eugen Fuchs                              | deutscher Rechtsanwalt                                                                                      | 67    |       |
| 22. Dezember | Georg Luger                              | österreichisch-deutscher Waffentechniker                                                                    | 74    |       |
| 22. Dezember | Richard Witting                          | deutscher Politiker und Bankier                                                                             | 67    |       |
| 23. Dezember | Hendrik Copijn                           | niederländischer Gartenarchitekt                                                                            | 81    |       |
| 23. Dezember | Michail Michailow                        | russischer Geiger und Kapellenleiter                                                                        | 35    |       |
| 23. Dezember | Iwan Pochytonow                          | ukrainischer Maler                                                                                          | 73    |       |
| 23. Dezember | Eduard zu Salm-Horstmar                  | deutscher Großgrundbesitzer, preußischer General der Kavallerie, Sportfunktionär                            | 82    |       |
| 23. Dezember | Praskowja Ziklinskaja                    | russische bzw. sowjetische Bakteriologin und Hochschullehrerin                                              |       |       |
| 24. Dezember | August Beule                             | deutscher Poet                                                                                              | 56    |       |
| 24. Dezember | Carl Burckhardt                          | Schweizer Bildhauer                                                                                         | 45    |       |
| 24. Dezember | Josef Massenez                           | deutscher Ingenieur und Industrieller                                                                       | 83    |       |
| 24. Dezember | Alexander Sergejewitsch Newerow          | russischer Schriftsteller                                                                                   | 37    |       |
| 24. Dezember | Gunnar Nordström                         | finnischer theoretischer Physiker                                                                           | 42    |       |
| 25. Dezember | Richard Barth                            | deutscher Musiker und Komponist                                                                             | 73    |       |
| 25. Dezember | Peter Paul Cahensly                      | deutscher Politiker (Zentrum), MdR                                                                          | 85    |       |
| 25. Dezember | Jean-Philippe Dardier                    | französisch-schweizerischer Evangelist                                                                      | 92    |       |
| 25. Dezember | Rudolf von Pelargus                      | Senatspräsident beim Reichsgericht                                                                          | 70    |       |
| 25. Dezember | Margarete Poehlmann                      | deutsche Politikerin (DVP), MdL                                                                             | 67    |       |
| 25. Dezember | Johannes Schmid                          | deutscher Apotheker                                                                                         | 81    |       |
| 26. Dezember | Dietrich Eckart                          | deutscher Publizist, sowie Weggefährte und väterlicher Freund Adolf Hitlers                                 | 55    |       |
| 26. Dezember | Georg Frentzen                           | deutscher Architekt und Hochschullehrer                                                                     | 69    |       |
| 26. Dezember | Daniel Innthaler                         | österreichischer Bergführer                                                                                 | 76    |       |
| 26. Dezember | Karl von Lyncker                         | preußischer Generalmajor                                                                                    | 74    |       |
| 26. Dezember | Włodzimierz Tetmajer                     | polnischer Maler und Politiker                                                                              | 61    |       |
| 27. Dezember | Fedor von Brodowski                      | preußischer General der Infanterie, Gouverneur der Festung Ulm                                              | 82    |       |
| 27. Dezember | Lluís Domènech i Montaner                | spanischer Architekt                                                                                        | 73    |       |
| 27. Dezember | Gustave Eiffel                           | französischer Ingenieur                                                                                     | 91    |       |
| 27. Dezember | Michael Joseph Owens                     | US-amerikanischer Erfinder                                                                                  | 64    |       |
| 28. Dezember | Heinrich Dade                            | deutscher Agrarökonom                                                                                       | 57    |       |
| 28. Dezember | Eugène Mougin                            | französischer Bogenschütze                                                                                  | 71    |       |
| 28. Dezember | Moriz Ritter                             | deutscher Historiker                                                                                        | 83    |       |
| 29. Dezember | Ernst Becker                             | preußischer Generalmajor                                                                                    | 77    |       |
| 29. Dezember | Marie Eggers-Smidt                       | deutsche Frauenrechtlerin in Bremen                                                                         | 79    |       |
| 29. Dezember | Karl Theodor von Gohren                  | deutsch-österreichischer Agrikulturchemiker                                                                 | 87    |       |
| 29. Dezember | Karl Heinisch                            | deutscher Maler                                                                                             | 76    |       |
| 29. Dezember | Kōno Hironaka                            | japanischer Politiker                                                                                       | 74    |       |
| 29. Dezember | Johann Mayer                             | deutscher Serienmörder                                                                                      | 37    |       |
| 29. Dezember | Josefa Menéndez                          | Ordensfrauen vom Heiligsten Herzen Jesu                                                                     | 33    |       |
| 29. Dezember | Anton Pace von Friedensberg              | österreichischer Verwaltungsbeamter und Politiker                                                           | 72    |       |
| 30. Dezember | Ernst von Bernuth                        | deutscher Offizier und Landschaftsmaler der Düsseldorfer Schule                                             | 90    |       |
| 30. Dezember | Edmond Buat                              | französischer General                                                                                       | 55    |       |
| 30. Dezember | Walter Evans                             | US-amerikanischer Jurist und Politiker                                                                      | 81    |       |
| 30. Dezember | Leonhard Haskel                          | deutscher Schauspieler, Oberregisseur und Dramaturg                                                         | 51    |       |
| 30. Dezember | Emma Hrnčzyrz                            | österreichische Radiererin                                                                                  | 50    |       |
| 31. Dezember | Karl von Brühl-Renard                    | Graf von Seifersdorf                                                                                        | 70    |       |
| 31. Dezember | Friedrich Karl Neubecker                 | deutscher Rechtswissenschaftler und Hochschullehrer                                                         | 51    |       |
| 31. Dezember | Édouard Jean-Marie Stephan               | französischer Astronom                                                                                      | 86    |       |
|              | James Harkness                           | kanadischer Mathematiker                                                                                    |       |       |
|              | Theodor Wolff                            | deutscher Politiker (SPD), MdR                                                                              | 48    |       |